# アニタス神戸
アニタス神戸（アニタスこうべ、英: Anitus-Kobe animation studio）は、アニメーション制作を主たる業務とする株式会社神戸デザインクリエイティブのアニメーション事業部である。

## 概要
2010年3月、神戸芸術工科大学が中心となって出資した株式会社神戸デザインクリエイティブのアニメーション事業部として創立された。
神戸市は、1996年より『アニメーション神戸』と題した一連のイベントを官民共同で開催しており、2009年には同市長田区の新長田駅前に実物大の鉄人28号のモニュメントを建てるなど、さまざまな話題を提供してきた。また、神戸芸術工科大学では2010年よりアニメ学科（映像表現学科）を創設し、アニメ業界の人材育成を推進している。同大学が神戸市の取り組みに着目し、両者の思惑が一致したことにより、アニメ制作会社が設立される運びとなった。
設立当初は、アニメーターの研修を通じて人材を養成。以降は「作画部」と「仕上部」の二部門が、テレビシリーズや劇場向け作品の作画（主に動画）や仕上工程の下請け、および単発作品の実制作を行っている。
2011年には、本社の至近にオープンした「KOBE三国志ガーデン」にて三国志をテーマにしたオリジナル作品『三国志演義列伝 英傑群像』を発表。また翌2012年には、神戸市内で行われた展示イベント『KOBE de 清盛 2012』の「平清盛 歴史館」でも『平清盛イメージアニメーション～青海に生きる～』を発表した。その他にも、神戸市による広報等を目的としたアニメーションを何度か手掛けている。
かつて近くにあった神戸アニメストリートとは一切関係がない。

## 作品履歴
公式サイト内の「Works」において、制作に関与した作品の一覧が掲載されている。
特記しないものは、動画・仕上の両工程に参加。

### テレビアニメ
多数に上るため、公式サイトの当該ページを参照。

### 劇場アニメ
- 2010年
  - 劇場版 機動戦士ガンダム00 -A wakening of the Trailblazer-（仕上のみ）
  - 劇場版ポケットモンスター ダイヤモンド&パール 幻影の覇者 ゾロアーク（動画のみ）
  - 劇場版メタルファイト ベイブレードVS太陽　灼熱の侵略者ソルブレイズ
- 2011年
  - クレヨンしんちゃん 嵐を呼ぶ黄金のスパイ大作戦（仕上のみ）
  - スクライド オルタレイション
  - テニスの王子様 英国式庭球城決戦!（動画のみ）
  - ドラえもん 新・のび太と鉄人兵団 〜はばたけ 天使たち〜（仕上のみ）
  - トワノクオン（仕上のみ）
  - 鋼の錬金術師 嘆きの丘の聖なる星（仕上のみ）
  - 劇場版 ハヤテのごとく! HEAVEN IS A PLACE ON EARTH（仕上のみ）
  - 劇場版ポケットモンスター ベストウイッシュ ビクティニと黒き英雄 ゼクロム・白き英雄 レシラム（仕上のみ）
- 2012年
  - 劇場版イナズマイレブンGO vs ダンボール戦機W
  - ヱヴァンゲリヲン新劇場版:Q
  - コードギアス 亡国のアキト（仕上のみ）
  - サカサマのパテマ（仕上のみ）
  - スタードライバー THE MOVIE（仕上のみ）
  - 劇場版 TIGER & BUNNY-The Beginning-
  - 図書館戦争 革命のつばさ
  - ドラえもん のび太と奇跡の島 〜アニマル アドベンチャー〜
  - ねらわれた学園（動画のみ）
  - 花の詩女 ゴティックメード（動画のみ）
  - 伏 鉄砲娘の捕物帳
  - 劇場版ポケットモンスター ベストウイッシュ キュレムVS聖剣士 ケルディオ
  - 魔法少女リリカルなのは The MOVIE 2nd A's（仕上のみ）
  - ROAD TO NINJA -NARUTO THE MOVIE-
- 2013年
  - かぐや姫の物語（仕上のみ）
  - 劇場版 銀魂 完結篇 万事屋よ永遠なれ
  - クレヨンしんちゃん バカうまっ!B級グルメサバイバル!!（仕上のみ）
  - 攻殻機動隊 ARISE border:2 Ghost Whispers（第二原画・動画のみ）
  - 劇場版 STEINS;GATE 負荷領域のデジャヴ
  - 聖☆おにいさん
  - 劇場版 TIGER & BUNNY-The Rising-
  - 映画 ドキドキ!プリキュア マナ結婚!!?未来につなぐ希望のドレス（第二原画のみ）
  - ドラえもん のび太のひみつ道具博物館（仕上のみ）
  - 劇場版 薄桜鬼 第一章京都乱舞（第二原画のみ）
  - ハル
  - 劇場版 HUNTER×HUNTER -The LAST MISSION-（第二原画・動画のみ）
  - 劇場版ポケットモンスター ベストウイッシュ 神速のゲノセクト ミュウツー覚醒
  - 劇場版 魔法少女まどか☆マギカ ［新編］叛逆の物語（第二原画・仕上のみ）
  - 名探偵コナン 絶海の探偵（仕上のみ）
- 2014年
  - 機動戦士ガンダムUC (episode 7)
  - ジョバンニの島（動画のみ）
- 2015年
  - ポケモン・ザ・ムービーXY 光輪の超魔神 フーパ
- 2016年
  - 傷物語〈I 鉄血篇〉（動画のみ）
  - 傷物語〈II 熱血篇〉（動画のみ）
  - クレヨンしんちゃん 爆睡!ユメミーワールド大突撃（動画のみ）
  - ポケモン・ザ・ムービーXY&Z ボルケニオンと機巧のマギアナ
  - この世界の片隅に（動画のみ）
  - 映画 聲の形
- 2017年
  - 傷物語〈III 冷血篇〉（第二原画のみ）
  - 夜は短し歩けよ乙女
  - クレヨンしんちゃん 襲来!!宇宙人シリリ（動画のみ）
  - それいけ!アンパンマン ブルブルの宝探し大冒険!（動画のみ）
- 2018年
  - クレヨンしんちゃん 爆盛!カンフーボーイズ～拉麺大乱～（動画のみ）
- 2019年
  - きみと、波にのれたら（第二原画のみ）
- 2020年
  - クレヨンしんちゃん 激突! ラクガキングダムとほぼ四人の勇者（動画のみ）
- 2021年
  - シン・エヴァンゲリオン劇場版（仕上げ協力）

### OVAなど
- 2009年
  - 聖闘士星矢 THE LOST CANVAS 冥王神話（仕上のみ）
- 2010年
  - .hack//Quantum（仕上のみ）
  - 夜桜四重奏 〜ホシノウミ〜（仕上のみ）
- 2012年
  - 機動戦士ガンダムUC（仕上のみ）
  - デス・ビリヤード（動画のみ）
  - ぬらりひょんの孫（動画のみ、テレビシリーズには関与せず）
  - 猫物語（黒）
  - ひぐらしのなく頃に煌（動画のみ）
  - リトル ウィッチ アカデミア
  - 龍 -RYO-
  - るろうに剣心 -明治剣客浪漫譚- 新京都編（後編、動画のみ）
- 2013年
  - 大きい1年生と小さな2年生（動画のみ）
  - 神のみぞ知るセカイ かのん100%
  - 熱風海陸ブシロード（動画のみ）
  - ひだまりスケッチ 沙英・ヒロ 卒業編（第二原画のみ）
  - ポケットモンスター THE ORIGIN（第二原画のみ）
  - 蟲師 特別篇（第二原画のみ）
  - ルパン三世 princess of the breeze 〜隠された空中都市〜（仕上のみ）
- 2014年
  - 黒の栖-クロノス-（動画のみ）

### Web アニメ
- 2016年
  - クレヨンしんちゃん外伝 エイリアン vs. しんのすけ（動画のみ）
  - クレヨンしんちゃん外伝 おもちゃウォーズ（動画のみ）

### その他
- ゲームムービー
  - アスラズ ラース（2011年）
  - レイトン教授VS逆転裁判（2012年）
  - イナズマイレブンGO ギャラクシー ビッグバン／スーパーノヴァ（2013年、第二原画のみ）
  - エスカ&ロジーのアトリエ 〜黄昏の空の錬金術士〜（2013年、動画のみ）
  - 逆転裁判5（2013年、仕上のみ）
- 神戸市の広報アニメーション
  - オキールファミリー（耐震分野）
  - mogo-mo（モゴモ）（観光分野）